# Steve Kerr
Stephen Douglas Kerr, detto Steve (Beirut, 27 settembre 1965), è un allenatore di pallacanestro, dirigente sportivo ed ex cestista statunitense, di ruolo guardia, tecnico dei Golden State Warriors e commissario tecnico della nazionale statunitense .

## Biografia
Kerr è nato in Libano, dove ha passato gran parte della sua infanzia al seguito del padre Malcolm che lavorava lì come presidente dell'Università Americana di Beirut. Nel 1984 Malcolm Kerr viene assassinato da un sospetto militante nazionalista in Libano.

## Carriera

### Giocatore

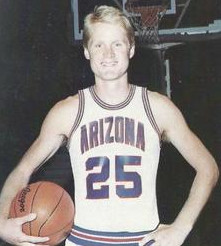
Kerr da giocatore ai tempi di Arizona

Dal 1983 al 1988 ha giocato per il college Arizona University, partecipando nel 1988 alla Final Four NCAA. Nel Draft 1988 viene scelto al secondo giro dai Phoenix Suns che l'anno seguente lo scambiano ai Cleveland Cavaliers.
Nel 1993, dopo una parentesi a Orlando, Kerr approda ai Chicago Bulls, orfani di Michael Jordan ma ancora ricchi di grandi giocatori come Scottie Pippen, Horace Grant e Toni Kukoč, quest'ultimo al suo primo anno in NBA. La squadra, pur raggiungendo i play-off, viene sconfitta al secondo turno dai Knicks, dopo una serie combattuta che termina in gara 7. L'anno dopo Michael Jordan ritorna dal suo ritiro dal basket, ma la squadra viene sconfitta al secondo turno per 4 a 2 dagli Orlando Magic dei giovani Shaquille O'Neal e Hardaway e dell'ex compagno Grant. 
Nella stagione 1995-96 i Bulls, grazie agli arrivi di Dennis Rodman e Ron Harper, registrano il record per il più alto numero di vittorie in regular season, 72, a fronte di sole 10 sconfitte. Tale record sarà battuto vent'anni dopo dai Golden State Warriors, allenati proprio da Steve Kerr, capaci di arrivare a quota 73 vittorie nella stagione 2015-2016. Ai playoff i Chicago domina e torna campione NBA dopo tre anni, sconfiggendo in finale i Seattle SuperSonics. Per Kerr si tratta del primo anello in carriera.
Nel 1997 vince la gara del tiro da tre nell'All Star Game e riconquista l'anello, segnando tra l'altro il canestro decisivo in gara 6 delle finali contro gli Utah Jazz di Malone e Stockton. L'anno successivo si gioca il rematch delle finali tra Bulls e Jazz, con i primi si impongono nuovamente per 4 a 2. Kerr conquista così con i suoi compagni il three-peat. 
Nella stagione 1998-99 a seguito dello smantellamento della squadra, passa agli Spurs di Tim Duncan e David Robinson, dove contribuisce alla vittoria del primo titolo della storia della franchigia texana. Kerr conquista di conseguenza il suo quarto anello, peraltro consecutivo. Rimane agli Spurs fino al termine della stagione 2001, per poi passare l'anno successivo ai Portland Trail Blazers, in cui ritrova Scottie Pippen e altri buoni giocatori come Rasheed Wallace e Shawn Kemp, ma la squadra viene sconfitta al primo turno dai Lakers futuri campioni. Nella stagione successiva Kerr torna agli Spurs (che nel frattempo ha acquisito i talenti di Tony Parker e Emanuel Ginóbili) e vince il suo quinto anello, risultando decisivo nelle finali di conference contro Dallas, dopodiché annuncia il suo definitivo ritiro.

### Allenatore
Nel 2014 intraprende la carriera di allenatore: il 15 maggio viene ingaggiato dai Golden State Warriors che porterà ai playoff e alla vittoria del titolo NBA 2015 contro i Cleveland Cavaliers. Con un record di 42-9 Kerr viene scelto come allenatore della All Star Team della Western Conference per l'All Star Game di New York del 15 febbraio 2015.
Nella stagione 2015-16 è costretto a saltare le prime 43 partite di regular season per problemi di salute lasciando la panchina a Luke Walton, per poi ritornare in occasione della gara del 22 gennaio 2016 vinta contro gli Indiana Pacers per 122-110. I Warriors registrarono 73 vittorie e 9 sconfitte in stagione regolare, superando il record dei Chicago Bulls della stagione 1995-96, in cui giocava lo stesso Kerr. Tuttavia alle NBA Finals la squadra perse in finale per 4-3 contro i Cleveland Cavaliers di LeBron James e Kyrie Irving, dopo essere stata in vantaggio per 3-1 nella serie.
Nella stagione 2016-17, dopo un record di 46-9, Kerr viene scelto come allenatore dell'All-Star Game di New Orleans del 19 febbraio, e a fine stagione porta i Warriors a ottenere il vantaggio campo per tutti i play-off, con un record di 67-15. Ai playoffs, per colpa di alcuni problemi alla schiena, salterà diverse partite. Rientrerà il 4 giugno per gara-2 delle finali vinta dai suoi Warriors 132-113. I Warriors vinceranno poi il titolo 4-1 contro i Cleveland Cavaliers.
La stagione 2017-18 Kerr guida gli Warriors a 58 vittorie a fronte di 24 sconfitte secondo solo al 67-15 degli Houston Rockets. Dopo una difficile serie di play-off contro gli stessi Rockets, battuti in gara-7 delle finali di conference, Kerr vincerà il suo ottavo titolo NBA e il terzo da allenatore vincendo in finale 4-0 contro i Cleveland Cavaliers di LeBron James.
La stagione successiva vedrà i Golden State Warriors ancora grandi protagonisti, raggiungendo per la quinta volta consecutiva le nba finals, perse però, anche a causa degli infortuni di Klay Thompson e Kevin Durant, in gara 6 contro i sorprendenti Toronto Raptors.
Nella stagione 2021-2022 dopo un secondo posto nella regular season, approda con i Golden State Warriors ai play-off dove, dopo aver superato i Denver Nuggets per 4-1, i Memphis Grizzlies 4-2 e i Dallas Mavericks 4-1, giunge alle finals contro i Boston Celtics e con un ottimo 4-2 si aggiudica il suo nono titolo NBA, il quarto da allenatore, vincendo, pertanto, ufficialmente il 33% delle ultime 27 finals NBA. 
A dicembre 2021 viene annunciato da USA Basketball come nuovo allenatore della nazionale di pallacanestro maschile statunitense (United States men's national basketball team), subentrando a Gregg Popovich di cui era stato vice dal 2018.

### Dopo il ritiro
Nel 2007 viene ingaggiato dai Phoenix Suns come "President of Basketball Operations", occupandosi pertanto del mercato dei Suns. Rimane come general manager fino al 2010.
In precedenza era stato commentatore televisivo, sia per la rete TNT che per la CBS; tornerà a commentare gli incontri NBA anche dopo aver lasciato i Suns. La sua voce è stata usata nel commento della serie di videogiochi NBA Live della EA Sports, dal capitolo 06 a quello 10, con Albert. È stato poi commentatore tecnico per la serie di videogiochi NBA 2K della 2K Sports, dal capitolo 2K12 a quello 2K15; in particolare, per quest'ultimo titolo, ha fornito il suo commento nonostante fosse diventato coach dei Golden State Warriors.

## Statistiche

### Giocatore
| † | Denota le stagioni in cui ha vinto il titolo |
| * | Primo nella lega                             |
| * | Record                                       |

### NCAA
| Anno      | Squadra          | PG  | PT | MP   | TC%  | 3P%  | TL%  | RP  | AP  | PRP | SP  | PP   |
| --------- | ---------------- | --- | -- | ---- | ---- | ---- | ---- | --- | --- | --- | --- | ---- |
| 1983-1984 | Arizona Wildcats | 28  | -  | 22,6 | 51,6 | -    | 69,2 | 1,2 | 1,3 | 0,3 | 0,0 | 7,1  |
| 1984-1985 | Arizona Wildcats | 31  | -  | 33,4 | 56,8 | -    | 80,3 | 2,4 | 4,0 | 0,6 | 0,1 | 10,0 |
| 1985-1986 | Arizona Wildcats | 32  | -  | 38,4 | 54,0 | -    | 89,9 | 3,2 | 4,2 | 1,6 | 0,0 | 14,4 |
| 1987-1988 | Arizona Wildcats | 38  | -  | 32,6 | 55,9 | 57,3 | 82,4 | 2,0 | 3,9 | 1,2 | 0,0 | 12,6 |
| Carriera  | Carriera         | 129 | -  | 32,1 | 54,8 | 57,3 | 81,5 | 2,2 | 3,4 | 1,0 | 0,0 | 11,2 |

### NBA

#### Regular Season
| Anno       | Squadra             | PG  | PT | MP   | TC%  | 3P%   | TL%   | RP  | AP  | PRP | SP  | PP  |
| ---------- | ------------------- | --- | -- | ---- | ---- | ----- | ----- | --- | --- | --- | --- | --- |
| 1988-1989  | Phoenix Suns        | 26  | 0  | 6,0  | 43,5 | 47,1  | 66,7  | 0,7 | 0,9 | 0,3 | 0,0 | 2,1 |
| 1989-1990  | Cleveland Cavaliers | 78  | 5  | 21,3 | 44,4 | 50,7* | 86,3  | 1,3 | 3,2 | 0,6 | 0,1 | 6,7 |
| 1990-1991  | Cleveland Cavaliers | 57  | 4  | 15,9 | 44,4 | 45,2  | 84,9  | 0,6 | 2,3 | 0,5 | 0,1 | 4,8 |
| 1991-1992  | Cleveland Cavaliers | 48  | 20 | 17,6 | 51,1 | 43,2  | 83,3  | 1,6 | 2,3 | 0,6 | 0,2 | 6,6 |
| 1992-1993  | Cleveland Cavaliers | 5   | 0  | 8,2  | 50,0 | 0,0   | 100,0 | 1,4 | 2,2 | 0,4 | 0,0 | 2,4 |
| 1992-1993  | Orlando Magic       | 47  | 0  | 9,4  | 42,9 | 25,0  | 90,9  | 0,8 | 1,3 | 0,2 | 0,0 | 2,6 |
| 1993-1994  | Chicago Bulls       | 82  | 0  | 24,8 | 49,7 | 41,9  | 85,6  | 1,6 | 2,6 | 0,9 | 0,0 | 8,6 |
| 1994-1995  | Chicago Bulls       | 82  | 0  | 22,4 | 52,7 | 52,4* | 77,8  | 1,5 | 1,8 | 0,5 | 0,0 | 8,2 |
| 1995-1996† | Chicago Bulls       | 82  | 0  | 23,4 | 50,6 | 51,5  | 92,9  | 1,3 | 2,3 | 0,8 | 0,0 | 8,4 |
| 1996-1997† | Chicago Bulls       | 82  | 0  | 22,7 | 53,3 | 46,4  | 80,6  | 1,6 | 2,1 | 0,8 | 0,0 | 8,1 |
| 1997-1998† | Chicago Bulls       | 50  | 0  | 22,4 | 45,4 | 43,8  | 91,8  | 1,5 | 1,9 | 0,5 | 0,1 | 7,5 |
| 1998-1999† | San Antonio Spurs   | 44  | 0  | 16,7 | 39,1 | 31,3  | 88,6  | 1,0 | 1,1 | 0,5 | 0,1 | 4,4 |
| 1999-2000  | San Antonio Spurs   | 32  | 0  | 8,4  | 43,2 | 51,6  | 81,8  | 0,6 | 0,4 | 0,1 | 0,0 | 2,8 |
| 2000-2001  | San Antonio Spurs   | 55  | 1  | 11,8 | 42,1 | 42,9  | 93,3  | 0,6 | 1,0 | 0,3 | 0,0 | 3,3 |
| 2001-2002  | Portland T. Blazers | 65  | 0  | 11,9 | 47,0 | 39,4  | 97,5  | 0,9 | 1,0 | 0,2 | 0,0 | 4,1 |
| 2002-2003† | San Antonio Spurs   | 75  | 0  | 12,7 | 43,0 | 39,5  | 88,2  | 0,8 | 0,9 | 0,4 | 0,0 | 4,0 |
| Carriera   | Carriera            | 910 | 30 | 17,8 | 47,9 | 45,4* | 86,4  | 1,2 | 1,8 | 0,5 | 0,1 | 6,0 |

#### Play-off
| Anno     | Squadra             | PG  | PT | MP   | TC%  | 3P%   | TL%   | RP  | AP  | PRP | SP  | PP  |
| -------- | ------------------- | --- | -- | ---- | ---- | ----- | ----- | --- | --- | --- | --- | --- |
| 1990     | Cleveland Cavaliers | 5   | 0  | 14,6 | 28,6 | 0,0   | -     | 1,2 | 2,0 | 0,8 | 0,0 | 1,6 |
| 1992     | Cleveland Cavaliers | 12  | 3  | 12,4 | 43,9 | 27,3  | 100,0 | 0,5 | 0,8 | 0,4 | 0,0 | 3,7 |
| 1994     | Chicago Bulls       | 10  | 0  | 18,6 | 36,1 | 37,5  | 100,0 | 1,4 | 1,0 | 0,7 | 0,0 | 3,5 |
| 1995     | Chicago Bulls       | 10  | 0  | 19,3 | 47,5 | 42,1  | 100,0 | 0,6 | 1,5 | 0,1 | 0,0 | 5,1 |
| 1996†    | Chicago Bulls       | 18  | 0  | 19,8 | 44,8 | 32,1  | 87,1  | 1,0 | 1,7 | 0,8 | 0,0 | 6,1 |
| 1997†    | Chicago Bulls       | 19  | 0  | 17,9 | 42,9 | 38,1  | 92,9  | 0,9 | 1,1 | 0,9 | 0,1 | 5,1 |
| 1998†    | Chicago Bulls       | 21  | 0  | 19,8 | 43,4 | 46,3  | 81,8  | 0,8 | 1,7 | 0,3 | 0,0 | 4,9 |
| 1999†    | San Antonio Spurs   | 11  | 0  | 8,8  | 26,7 | 23,1  | 83,3  | 0,8 | 0,7 | 0,2 | 0,0 | 2,2 |
| 2001     | San Antonio Spurs   | 9   | 0  | 11,2 | 48,0 | 33,3  | 50,0  | 1,0 | 0,7 | 0,4 | 0,1 | 3,3 |
| 2002     | Portland T. Blazers | 3   | 0  | 13,0 | 42,9 | 25,0  | 100,0 | 1,3 | 1,7 | 0,3 | 0,0 | 6,3 |
| 2003†    | San Antonio Spurs   | 10  | 0  | 4,6  | 63,6 | 83,3* | 75,0  | 0,3 | 0,6 | 0,1 | 0,0 | 2,2 |
| Carriera | Carriera            | 128 | 3  | 15,6 | 42,6 | 37,0  | 87,6  | 0,9 | 1,2 | 0,5 | 0,0 | 4,3 |

##### Massimi in carriera
- Massimo di punti: 24 vs Indiana Pacers (17 aprile 1992)[9]
- Massimo di rimbalzi: 6 (3 volte)
- Massimo di assist: 11 vs Philadelphia 76ers (12 gennaio 1990)
- Massimo di palle rubate: 6 vs Sacramento Kings (1º febbraio 1996)
- Massimo di stoppate: 2 vs Boston Celtics (6 aprile 1990)
- Massimo di minuti giocati: 43 vs Los Angeles Lakers (2 marzo 1990)

### Allenatore
| * | Record |

| Stagione | Squadra       | Regular Season | Regular Season | Regular Season | Regular Season | Regular Season         | Post Season                                              |
| Stagione | Squadra       | V              | P              | % V            | G              | Posizione finale       | Post Season                                              |
| -------- | ------------- | -------------- | -------------- | -------------- | -------------- | ---------------------- | -------------------------------------------------------- |
| 2014-15  | G.S. Warriors | 67             | 15             | 81,7           | 82             | 1º in Pacific Division | Campione NBA                                             |
| 2015-16  | G.S. Warriors | 73*            | 9              | 89,0*          | 82             | 1º in Pacific Division | Sconfitto alle NBA Finals dai Cavaliers (3-4)            |
| 2016-17  | G.S. Warriors | 67             | 15             | 81,7           | 82             | 1º in Pacific Division | Campione NBA                                             |
| 2017-18  | G.S. Warriors | 58             | 24             | 70,7           | 82             | 1º in Pacific Division | Campione NBA                                             |
| 2018-19  | G.S. Warriors | 57             | 25             | 69,5           | 82             | 1º in Pacific Division | Sconfitto alle NBA Finals dai Raptors (2-4)              |
| 2019-20  | G.S. Warriors | 14             | 49             | 22,2           | 63             | 5° in Pacific Division | Manca i Play-off                                         |
| 2020-21  | G.S. Warriors | 39             | 33             | 54,2           | 72             | 4° in Pacific Division | Manca i Play-off                                         |
| 2021-22  | G.S. Warriors | 53             | 29             | 64,6           | 82             | 2° in Pacific Division | Campione NBA                                             |
| 2022-23  | G.S. Warriors | 44             | 38             | 53,7           | 82             | 4° in Pacific Division | Sconfitto alle Semifinali di Conference dai Lakers (2-4) |
| 2023-24  | G.S. Warriors | 46             | 36             | 56,1           | 82             | 5° in Pacific Division | Manca i Play-off                                         |
|          | Carriera      | 519            | 274            | 65,4           | 793            |                        |                                                          |

## Palmarès

### Giocatore
- Campionato NBA: 5

Chicago Bulls: 1996, 1997, 1998
San Antonio Spurs: 1999, 2003
- NBA Three-point Shootout: 1

1997
- NBA Shooting Stars Competition: 1

2006
- Miglior tiratore da tre punti della stagione: 2

1990, 1995
- NCAA AP All-America Second Team (1988)
- La sua maglia n. 25 è stata ritirata dall'Università dell'Arizona

### Allenatore
- Campionato NBA: 4

Golden State Warriors: 2015, 2017, 2018, 2022
- Allenatore dell'anno: 1

2016
- 2 volte Allenatore all'NBA All-Star Game (2015, 2017)
- Settimo allenatore della storia NBA a vincere il titolo come rookie
- Inserito tra i 15 Greatest Coaches in NBA History nel 2022

### Nazionale
- Oro olimpico: 1

Parigi 2024